# Vadlán-lik
A Vadlán-lik az egyik, bazaltban kialakult és Nagygörbőn található barlang. A többi magyarországi bazaltbarlanghoz viszonyítva nagy méretű bazaltbarlangnak számít. A Magyarországon található négy Vadlán-lik közül az egyik. A másik három a Gyenesdiási Vadlány-lik, a Rezi Vadlán-lik és a Vállusi Vadlán-lik, amelyek szintén a Balaton környékén helyezkednek el. A Kovácsi-hegy jelenleg még meglévő 10 barlangja közül a leghosszabb, legismertebb és legjelentősebb. A napjainkban is létező 68 bakonyi bazaltbarlang és bazalttufabarlang egyike. A 8. leghosszabb bakonyi bazaltbarlang.

## Földrajzi helyzet
Nagygörbőn, a Kovácsi-hegy Bazaltutcájában nyílik. Nagygörbőről D felé indul a 2 km-es portalanított üzemi út egy kőbányához, mely találkozási pont, parkolóhely lehet a barlang felkeresése során. A bánya üzemi épületeitől jobbra, Ny felé a meddőhányó aljánál elhaladva vezet az út a Bazaltutcába. A bányától kb. 400 m-re a Bazaltutca két egymással párhuzamos nyílt repedésrendszerré válik. E két párhuzamos árkot elválasztó hosszanti sziklagerinc tetőrégiójában nyílik a barlang, a Bazaltutca főágának kőorgonáival egy vonalban. A turisztikai irodalom (Csiki László 1953; Dornyay Béla 1958; Dornyay–Vigyázó 1934; Eszterhás István 1983) is említi. Az Országos Kéktúra útvonala megközelíti, amelyből kék barlangjelzésű út ágazott ki régebben a barlang felé. Jelenleg a Buruczky Tanösvény vezet el előtte.
Régi leírásokban (Csiki László 1953; Dornyay Béla 1958) az a helymegjelölés, hogy egy nagy és öreg hársfa tövében nyílik bár igaz, de megtévesztő, mert a Bazaltutca egyik jellemzője, hogy minden 30–50 m-én található benne egy nagy és öreg hársfa. A bazaltorgonák felett, a szürke bazaltból lévő gerinc tetején (a már előbb emlegetett) egyik öreg hársfa tövében ferde aknával nyílik a felszínre a barlang.

## Leírás
A barlang bejárati aknájának szája szabálytalan négyszög alakú. Mérete átlói mentén kb. 1,5×1 m. E bejáratot a rövidebb átló vonalában egy ferdén beszorult kőlap két nyílásra osztja. A 45°-ban lejtő, 2,5 m-es Bejárati-akna a 2,7 m széles csarnokkal kezdődő Bejárati-folyosóba torkollik. A folyosó 6,8 m hosszú, a továbbiakban átlagosan 1 m széles, és 2–2,8 m magas, téglalap formájú keresztszelvénnyel folytatódik. Oldalfalait és mennyezetét nagy darabokra töredezett, egyenes lapú szürke bazalt alkotja. A bal oldali falat alkotó táblák elég instabilak, közülük már több kicsúszott. Hiányuk úgynevezett kőasztalokat alkot, és a helyükön lévő táblák közül néhány jelenleg is mozgatható.
A folyosó alját kisebb-nagyobb darabokból álló bazalttörmelék alkotja. A Bejárati-folyosón át lehet eljutni a barlang legnagyobb, Konyha nevű termébe. A Konyhának a folyosó folytatásában mért szélessége 3 m, az erre keresztben lévő hossza 5,2 m. Falai a folyosóhoz hasonlóak, mennyezetének közepén (a járószinttől mérve) egy 356 cm magas vakkürtő, a bal oldali sarokban pedig a külszínre nyíló, légáram járta, szűk, 4 m-es kémény van. A Konyha jobb oldali falának szögletéből induló rés is összeköttetésben van a felszínnel, enyhe derengés látszik benne és huzatos is.
A bal oldalon lévő fülkéből szűk, mély rés, az úgynevezett Kút mélyül le 5,6 m-ig. A Kút feletti falrészen fehér, meszes kiválás látható. A Konyha alját középre lejtő köves törmelék tölti ki. A Konyha Bejárati-folyosóval szemközti falának aljából alacsony, szifonszerű Átbújón kúszhatunk át a barlang másik termébe, az úgynevezett Szobába. A Szoba több részre tagolható 5,4 m hosszú, változó szélességű (1,2–3 m) és magasságú (1–4 m) terem. Falai hasonlóak a Konyháéhoz, mennyezetén 4 m-es vakkürtő található, ez alatt pedig guanó halom.
Alját a bazalttömbök lépcsőkre tagolják, a legszélesebb részen pedig morzsalékos törmelék van. A Szoba jobb oldali feléből indul a 3,7 m hosszú, 60 cm széles és 210–240 cm magas Fülke. Ennek bal oldali falában levő kis beugróban szintén látható fehér, meszes kiválás. A Fülke végének jobb oldalából 25 cm keskeny, de 3 m magas, 2 m hosszan mérhető (de tovább is folytatódó) rés nyílik a külszínre, mely már nem járható végig. A barlang teljes hossza 24,3 m, függőleges kiterjedése a Kúttal együtt 9,45 m, a bejárattól a legmélyebben fekvő járható hely 4,2 m mélyen, a Szoba kiszélesedő részén van.

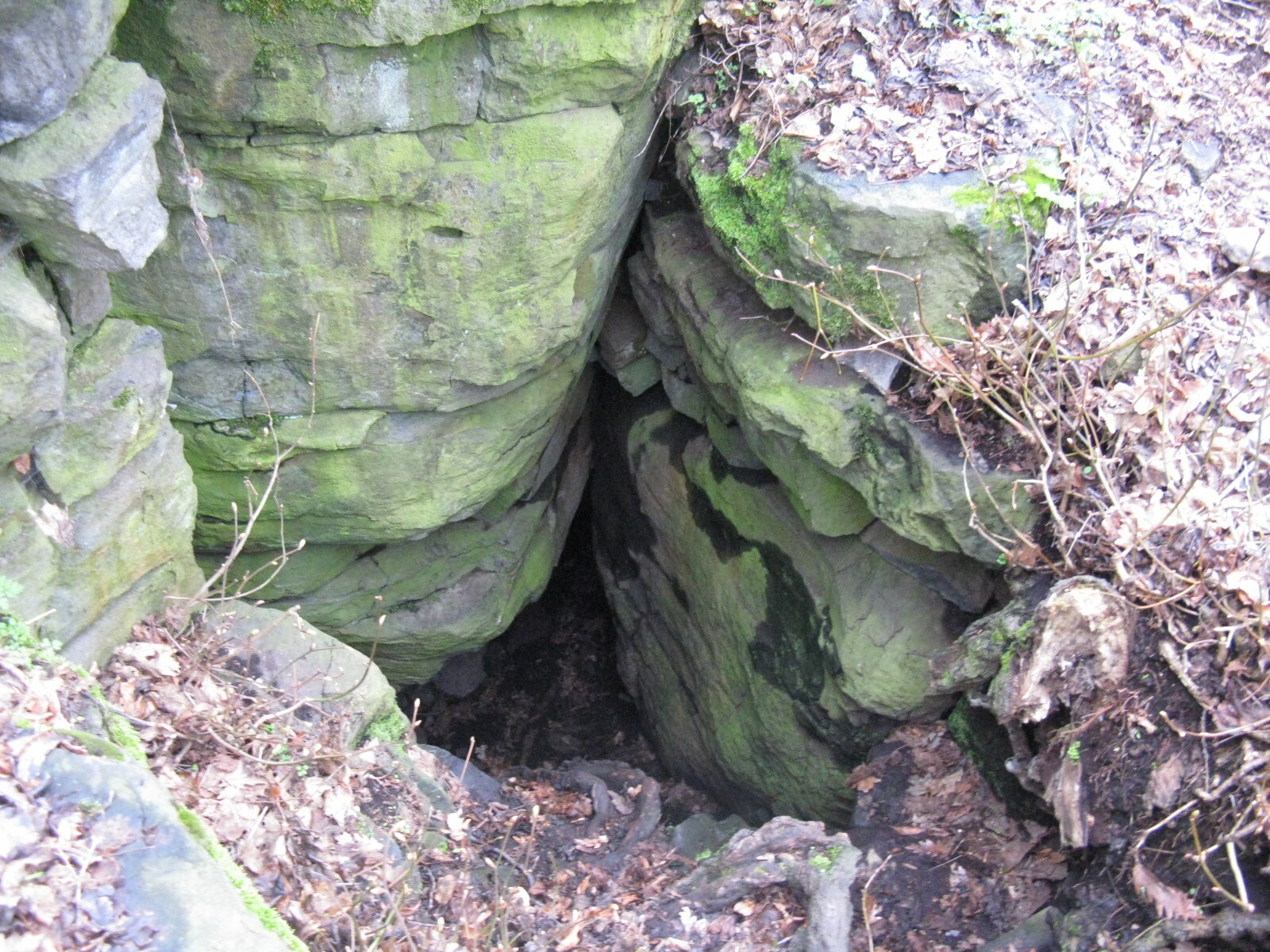
A Vadlán-lik bejárata 2016-ban

Az 1985 előtti leírásokban (Csiki László 1953) 20 m hosszúnak, (Csiki László 1969) 15 m hosszúnak lett leírva a barlang, de az a Fülkét és annak jobb oldali rését számításon kívül hagyta. Leél-Őssy Sándor 1959-es említésében csak 10 m szerepel, mert a Konyhán túli részek lemaradtak, mások pedig ezen adatok közül fogadták el valamelyiket.
Bejárásához barlangjáró alapfelszerelés és lámpa szükséges. Meglehetősen száraz, komfortos hatást keltő barlang. Paleontológiai és történelmi ásatása valószínűleg hozna eredményeket. Mind a Konyha és mind a Szoba, valamint annak Fülkéje ásatásra alkalmas törmelékkel van kitöltve. Tudományos feldolgozása jelentőségét csak növelné – különösen litológiai, biológiai, paleontológiai és történelmi kutatása látszik biztatónak.

## Név
Horváth Elek szerint azért kapta jelenlegi nevét a barlang, mert egy módos gazda világszép leánya beleszeretett egy betyárba, de az apa tőrbe csalta a betyárlegényt és pandúr kézre juttatta őt. A csalódott leány eszelőssé vált, elbujdosott és ebben a barlangban tengette életét. 1976-ban volt először Vadlán-liknak nevezve a barlang az irodalmában. Előfordul irodalmában Kovácsi-hegyi Vadlánlik (Kordos 1984), Kovácsihegyi Vadlánlik (Bertalan 1976), Kőkamra (Bertalan, Schőnviszky 1973–1974), Kő-kamra (Eszterhás 1984), Kükamra (Eszterhás 1985), Kü-kamra (Eszterhás 1984), Savanyu Jóska barlangja (Eszterhás 1985), Savanyu Jóska tanyája (Eszterhás 1984), Vadlánlik (Margittay 1942), vadlán-lik (Pápa 1943), vadlánlik (Margittay 1942), Vadlány-barlang (Pápa 1943), Vadlány-lik (Eszterhás 1984), Vadlány-lyuk (Hazslinszky 1999), Vadleánybarlang (Dornyay 1954), Vidornyai Vadlánylik (Eszterhás 1985), Vidornyaszőllősi Vadlánlik (Bertalan 1976), Vidornyaszőlősi Vadlánylik (Eszterhás 1985), vindornyaszőllősi Vadlán-lik (Kordos 1984) és Vindornyaszőlősi Vadlánylik (Eszterhás 1988) neveken is. A barlang Kőkamra, Kő-kamra, Kükamra, Kü-kamra elnevezései megtévesztőek, mert azok a közeli Kőkamra elfogadott nevei.

## Keletkezés

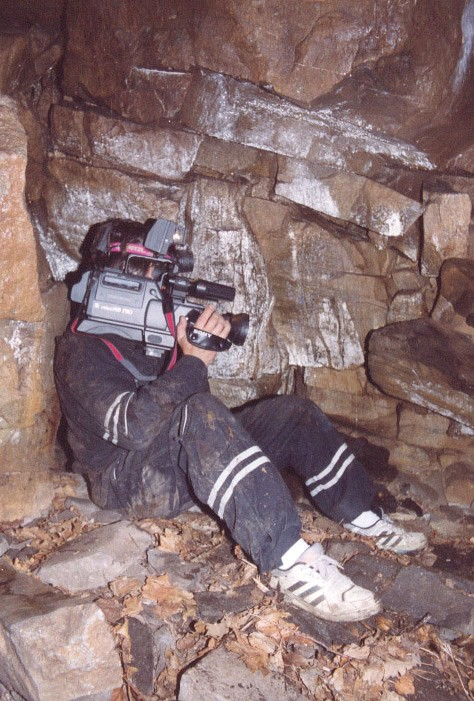
Filmforgatás a barlangban

A barlang a vulkáni kőzetekben másodlagos úton létrejövő üregek csoportjába tartozik, ezen belül pedig atektonikus keletkezésű barlangnak tekinthető (Ozoray György 1960; Szentes György 1971). A Bazaltutcával egy időben keletkezett, amikor a hegy bazaltrétegének pereme elvesztette alátámasztását és kibillenve megsuvadt. E mozgás a Bazaltutca árkával megegyező irányú és erre merőleges széthúzódó repedéseket hozott létre. Egy ilyen keresztirányú repedés adja a barlang hossztengely szerinti kiterjedését és több kisebb, a Bazaltutcával párhuzamos repedés pedig a barlang kiszélesedő részeiben figyelhető meg.
A Kút feletti falon és a Fülke bal oldali beugrójában észlelt fehér, meszes kiválás még nem volt petrográfiailag megvizsgálva, de valószínűnek látszik, hogy az a meglehetősen nagy mésztartalmú pannon homokos rétegekből származik és onnan kapilláris víz hozta fel a bazaltrepedés falára.

## Élővilág
Eszterhás Istvánék feltűnően sok fajjal találkoztak néhány órás ott tartózkodásuk alkalmával. Láttak benne éticsigát, orsós csigát (Lacinaria sp.), korongcsigát (Aegopis verticillus), barlangi keresztespókot (Meta menardi), tegzest (Stenophylax permistus), vörös csipkésbagoly lepkét (Scoliopteryx libatrix), iszapszúnyogot (Limonia nubeculosa) és egy denevért, mely vagy közönséges denevér, vagy hegyesorrú denevér volt. A csigák mindegyike elpusztult állatok háza – a többiek élő példányok voltak. A Szoba vakkürtője alatt felhalmozódott guanó arra utal, hogy ide rendszeresen visszatérnek a denevérek.

## Kutatástörténet
1928-ban Horváth Elek írta le a barlang és a benne élő leány történetét. Az 1943-ban kiadott, Pápa Miklós által írt tanulmányban olvasható, hogy egész különleges helyet foglalnak el a barlangok romantikus történetében a Vadlány-barlangok, vagy ahogy a nép nevezi a vadlán-likak. A Balaton közelében négy is van, Dióson, Válluson, Rezi vára közelében és a Kovácsi-hegyen. Utóbbi a legérdekesebb, mert például kőtűzhely, kőágy és kőasztal is vannak benne. Szóval be van rendezve. A néphit szerint egy szerencsétlen, elbujdosott leány tengette itt életét.

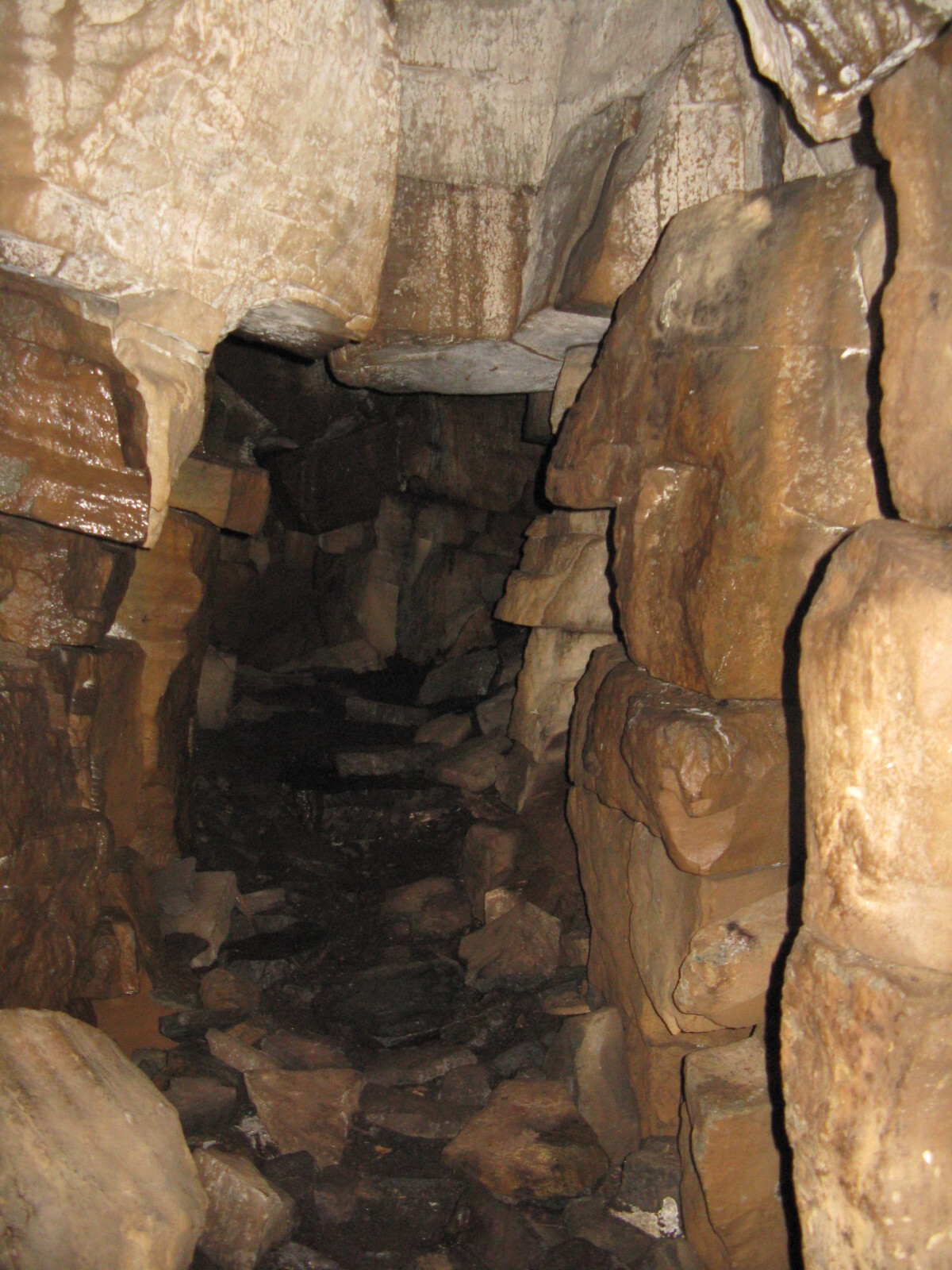
A Vadlán-lik belseje 2016-ban

Az 1954. évi Földrajzi Értesítőben megjelent, Dornyay Béla által írt tanulmányban arról van szó, hogy a Tátikai-kőlik az átlag turistáknak annyira hozzáférhetetlen, mint amennyire a közeli, Vindornyaszőlősön lévő Vadlánlik és Kőkamra ugyanúgy bazaltrepedésekben lévő, terjedelmes barlangjai. Ez utóbbiakról Horváth Elek népszerű naivitással írt. A Kovácsi-hegyen elhelyezkedő Vadlánlikban megfigyelhető bazalthasadékok valószínűleg egyidősek, vagy majdnem egykorúak lehetnek azokkal a pliocénvégi, vagy posztpliocén törésvonalakkal, amelyek pl. a Cserszegtomaji-kútbarlang hidrotermális forráskürtőinek stb. kialakulását lehetővé tették.
Az 1965. évi Karszt- és Barlangkutatási Tájékoztatóban publikált, Dornyay Béláról szóló nekrológban az olvasható, hogy a Balaton és környéke című útikönyvben Dornyay Béla bemutatja a kovács-hegyi Vadlánlikat. A Kovács-hegyről elmondja, hogy a hatalmas bazaltsziklák között hosszú és mély, árokszerű sziklautcák vannak. A sziklaország egyik benyílójába bocsátkozva barlang található, amelyben emberkézre (?) valló kőtűzhely, kőágy és kőasztal is van. A néphit szerint egy elbujdosott, szerencsétlen leány tengette itt régen az életét. Ezért ma is Vadlánlik, vagyis vadleány-barlang a neve.
A Bertalan Károly és Schőnviszky László által összeállított, 1976-ban megjelent Magyar barlangtani bibliográfia barlangnévmutatójában meg van említve a Keszthelyi-hegységben, a Kovácsi-hegyen lévő barlang Vadlán-lik néven Kőkamra névváltozattal. A barlangnévmutatóban meg van említve 3 irodalmi mű, amelyek foglalkoznak a barlanggal. Az 1976-ban befejezett, Bertalan Károly által írt, Magyarország barlangleltára című kéziratban az olvasható, hogy a Bakonyban és Keszthelyi-hegységben, Vindornyaszőlősön lévő Vidornyaszőllősi Vadlánlik másik neve Kovácsihegyi Vadlánlik. Vindornyaszőlőstől ÉK-re 1,8 km-re, a Kovácsi-hegy Ny-i peremén helyezkedik el. A barlang bejárata egy 6 m mély ferde kürtő. A barlang 20 m hosszú, 1 m széles és 2 m mély. Nagy méretű, szűk, barlangszerű repedés, amely bazaltban jött létre. A kézirat barlangra vonatkozó része 5 irodalmi mű alapján lett írva.
Az 1984-ben kiadott, Lista a Bakony barlangjairól című összeállítás szerint a Déli-Bakonyban, a 4430-as barlangkataszteri tájegységben, Nagygörbőn helyezkedik el a Vadlán-lik, amelynek további nevei Vadlány-lik, Kő-kamra, Kü-kamra és Savanyu Jóska tanyája. A vulkanikus barlang 20 m hosszú és 2 m mély. Az 1984-ben megjelent, Magyarország barlangjai című könyv országos barlanglistájában meg lett említve a barlang vindornyaszőllősi Vadlán-lik néven Kovácsi-hegyi Vadlánlik névváltozattal. A listához kapcsolódóan látható a Déli-Bakony, a Balaton-felvidék és a Keszthelyi-hegység barlangjainak földrajzi elhelyezkedését bemutató 1:500 000-es méretarányú térképen a barlang földrajzi elhelyezkedése. 1985. szeptember 14-én Eszterhás István és Kökény Károly mérték fel a barlangot, majd 1985-ben Eszterhás István a felmérés felhasználásával megszerkesztette a barlang alaprajz térképét, vetített (É–D irányú) hosszmetszet térképét és 3 keresztszelvény térképét. A térképek 1:100 méretarányban mutatják be a barlangot. A barlang hossza a felmérés alapján 24,3 m. Ekkor helyszínvázlatok is készültek.
A barlang első részletes leírását Eszterhás István készítette el. Ez a leírás az Alba Regia Barlangkutató Csoport 1985. évi évkönyvének egyik tanulmánya. A kéziratban az olvasható, hogy a Kovácsi-hegy barlangjai közül a Vadlány-liknak (Vadlán-lik, Vadlánlik, Vadlány-barlang, Vidornyai Vadlánylik, Vidornyaszőlősi Vadlánylik, Savanyu Jóska barlangja, Savanyu Jóska tanyája, Kőkamra, Kükamra) legbővebb az irodalma. A két utolsó név megtévesztő, mert tévedésből származnak és a Vadlány-liktól 40 m-re lévő másik barlangnak a nevei. A barlang aránylag régen ismert barlang. Elnevezései szerint is egykor, ha átmenetileg is, de laktak benne (Margittay 1942; Pápa 1943). Erre nevein kívül komfortos hatása, mérete és beosztása is utalnak. Neveiből arra lehet gondolni, hogy betyárlegendája is volt a barlangnak. A Konyhában tüzelési nyom, hamu, faszén és korom találhatók. Kéményén a füst valószínűleg maradéktalanul képes távozni. A tanulmányba bekerültek a barlang 1985-ben készült térképei helyszínvázlatokkal és 10 fénykép is helyet kapott az évkönyvben. Ez a tanulmány 1988-ban jelent meg nyomtatásban, de a publikációba 4 fénykép került.
Az Eszterhás István által 1989-ben írt, Magyarország nemkarsztos barlangjainak listája című kéziratban az olvasható, hogy a Bakony hegységben, a 4440-es barlangkataszteri területen, Nagygörbőn lévő Vadlány-lik bazaltban alakult ki. A barlang 24,3 m hosszú és 4,2 m mély. A listában meg van említve az a Magyarországon, nem karsztkőzetben kialakult, létrehozott 220 objektum (203 barlang és 17 mesterséges üreg), amelyek 1989. év végéig váltak ismertté. Magyarországon 40 barlang keletkezett bazaltban. Az összeállítás szerint Kordos László 1984-ben kiadott barlanglistájában fel van sorolva 119 olyan barlang is, amelyek nem karsztkőzetben jöttek létre.
A Karszt és Barlang 1989. évi különszámában napvilágot látott, angol nyelvű tanulmányban (The caves of Hungary) szó van arról, hogy bazaltban keletkezett, tektonikus eredetű barlangokra legjobb példák a Bakony hegységben találhatók. Ilyen pl. a Kovácsi-hegyen fekvő, 24 m hosszú Vadlány-lik. Az Eszterhás István által 1992-ben írt lista szerint 1992 decemberében Magyarországon 423, a Bakony hegységben pedig 124 olyan barlang van, amelyek nem karsztkőzetben alakultak ki. A vulkanikus kőzetben létrejött, Magyarországon található barlangok között a 16. leghosszabb a bazaltban húzódó Vadlány-lik (Nagygörbő), amely 24,3 m hosszú és 4,2 m mély.
Az Eszterhás István által 1993-ban írt, Magyarország nemkarsztos barlangjainak lajstroma című kéziratban meg van említve, hogy a Bakony hegységben, a 4440-es barlangkataszteri területen, Nagygörbőn helyezkedik el a Vadlány-lik. A bazaltban keletkezett barlang 24,3 m hosszú és 4,2 m mély. Az összeállításban fel van sorolva az a Magyarországon, nem karsztkőzetben kialakult, létrehozott 520 objektum (478 barlang és 42 mesterséges üreg), amelyek 1993 végéig ismertté váltak. Magyarországon 49 barlang, illetve mesterségesen létrehozott, barlangnak nevezett üreg alakult ki, lett kialakítva bazaltban. A Bakony hegységben 123 barlang jött létre nem karsztkőzetben.
Az 1994-ben megjelent, Lychnis. Szemelvények a vulkáni kőzetekben keletkezett barlangok kutatásáról című kiadvány szerint a Magyarországon lévő olyan barlangok között, amelyek vulkanikus kőzetben jöttek létre, az 1994. nyári állapot alapján a 19. leghosszabb a Vadlány-lik (Nagygörbő). A barlang bazaltban alakult ki, 24 m hosszú és 4 m mély. Magyarországon 489, a Bakony hegységben pedig 123 barlang található nem karsztkőzetben. Magyarországon 49 barlang alakult ki bazaltban. 1995 végén Magyarország 20. leghosszabb pszeudokarsztbarlangja volt a bazaltban található, 24 m hosszú és 4 m mély Vadlány-lik (Nagygörbő). 2013-ban Eszterhás István közölte a Karsztfejlődés című periodikában, hogy a Vadlán-lik a Bakony hegység 8. leghosszabb bazaltbarlangja. A barlang a folyószöveg szerint 26 m hosszú, a két lista szerint pedig 24 m hosszú.

## További irodalom
- Csiki László: A Kovácsi-hegy természetjáró felkutatása. Idegenforgalmi Tájékoztató, 1953. (4. évf.) 7–8. sz. (aug. 15.) 24–25. old.
- Csiki László: A Kovácsi-hegy a Balaton-felvidéken. Turista, 1969. (15. évf.) 2. sz. (febr.) 17. old.
- Dornyay Béla – Vigyázó János: Balaton és környéke részletes kalauza. Budapest, 1934. 287–288. old.
- Darnay-Dornyay Béla – Zákonyi Ferenc: Balatonfelvidék útikalauz. Budapest, Sport, 1955. 167. old.
- Darnay (Dornyay) Béla: A Kovácsihegy bazalt-csodái. Természetjárás, 1958. (4. évf.) 2. sz. (febr.) 9. old.
- Eszterhás István: A Bakony bazaltbarlangjai. Föld és Ég, 1987. (22. évf.) 12. sz. 362., 363. old.
- Eszterhás István: Bazaltmezák pszeudokarszt-jelenségei. Oktatási Intézmények Karszt- és Barlangkutató Tevékenységének II. Országos Tudományos Konferenciája, Berzsenyi Dániel Tanárképző Főiskola Tudományos Közleményei, 1987. Szombathely. 40. old.
- Eszterhás István: Összefüggés a bazaltmezák pszeudokarszt-jelenségei és az alapkőzet lepusztulási formái között. Folia Musei Historico-Naturalis Bakonyiensis (A Bakonyi Természettudományi Múzeum Közleményei), 1987. (6.) Zirc. 69. old.
- Eszterhás István: Bazaltové jeskyné v Madarsku – Basalthöhlen in Ungarn. Proceedings of the 4th Pseudokarst Symposium in Podolánky, Praha. 1990. 23–27. old.
- Eszterhás István: A Kovácsi-hegy (Végveszélyben hazánk legszebb bazaltmezája). In: Eszterhás István szerk.: Az MKBT Vulkánszpeleológiai Kollektívájának Évkönyve 1993. Kézirat. Megtalálható a Magyar Karszt- és Barlangkutató Társulat Adattárában és a KvVM Barlang- és Földtani Osztályon. 72., 74., 76., 77., 82. oldalak és egy fénykép
- Eszterhás István: Vulkánszpeleológia. Az MKBT tanfolyami jegyzete. Budapest, 1994.
- Eszterhás István: Legenden über vulkanische Höhlen in Ungarn. Jahresbericht der Höhlenforscher-gruppe Rhein-Main, Frankfurt a. M. 1997. 50–55. old.
- Eszterhás István: Legenden über vulkanische Höhlen in Ungarn. Slovenský Kras, 1999. (37.) 29–36. old.
- Füzes Miklós: A Kovácsi-hegy természetvédelmi területté nyilvánításának kérdései. In: Huszti Zoltán Ferenc szerk.: Tátika. Természeti értékeink nyomában. Keszthely, 1992. 17., 27–29. old. és a belső borító térképe
- Horváth Elek: Napló. 1928. Kézirat a Georgikon Könyvtárban, Keszthely. op.cit: 176–178. old.
- Keve András: A Keszthelyi-hegység és a Kisbakony madárvilága. A Bakony természettudományi kutatásának eredményei 6. Veszprém, 1970. 15. old.
- Loksa Imre: A Kovácsi-hegy ízeltlábúiról. Állattani Közlemények, 1961. (48. köt.) 1–4. füz. 65. old.
- Loksa Imre: A vindornyaszöllősi bazaltbarlang és környékének ízeltlábúiról. (Előadás kivonata.) Állattani Közlemények, 1961. (48. köt.) 1–4. füz. 162. old.
- Mészáros Gyula szerk.: Bakony, Balaton-felvidék. Budapest, 1983. (A Bakony barlangjai című fejezetet, a 45–71. oldalakat Eszterhás István írta.)
- Nárai (Náray) Szabó Gyula (N. Szabó Gyula): Zalaország. Zalamegyei Almanach. Zalaegerszeg, 1928. (4. köt.) 177–178. old. (Dornyay Béla 1954-es írása szerint említve van itt a barlang.)
- Pesty Frigyes: Magyarország helynevei. 1864. Kézirat az Országos Széchényi Könyvtárban. Veszprém fol. 207., Zala fol. 276. (vagy 243–244., 246., 247.)
- Pintér István: A Kovácsi-hegy. Természettudományi Közlöny, 1958. dec. (12. sz.) 531., 532. old.
- Sági Károly – Zákonyi Ferenc: Balaton. Budapest, 1989. (3. kiad.) 22., 105., 177–178., 242., 251–252., 349. old.
- Takácsné Bolner Katalin – Eszterhás István – Juhász Márton – Kraus Sándor: The caves of Hungary. Karszt és Barlang, 1989. (Special Issue) 27. old.
- –: Veszprém Megye Tanácsa Idegenforgalmi Hivatalának hírei. Idegenforgalmi Tájékoztató, 1953. (4. évf.) 6. sz. (jún.) 27–28. old.